# Wahl zur Stadtverordnetenversammlung von Groß-Berlin 1925
- KPD: 43
- USPD: 1
- SPD: 73
- DDP: 21
- Z: 8
- EGB: 2
- WP: 10
- DVP: 14
- DNVP: 47
- DSP: 3
- DVFP: 3

Die Wahl zur Stadtverordnetenversammlung von Berlin 1925 fand am 25. Oktober 1925 statt.
Die SPD konnte ihre Position als stimmenstärkste Partei ausbauen und erhielt mehr als 30 Prozent der Wählerstimmen. Die Unabhängige Sozialdemokratische Partei Deutschlands (USPD), welche in der Vergangenheit von großer Relevanz war, stürzte mit nur noch 0,8 Prozent und einem Mandat in die Bedeutungslosigkeit ab. Die Deutschnationale Volkspartei (DNVP) konnte leicht zulegen, dicht gefolgt von der Kommunistischen Partei Deutschlands (KPD).
Bei den liberalen Parteien erfolgte für die Deutsche Demokratische Partei (DDP) ein geringer Zuwachs, bei der Deutschen Volkspartei (DVP) setzte sich der Abwärtstrend seit der letzten Wahl mit deutlichen Verlusten von beinahe 10 Prozentpunkten fort.
Unter den kleinen Parteien erlitten sowohl die Reichspartei des deutschen Mittelstandes (WP) als auch die Deutsche Zentrumspartei kleine Verluste.
Zusätzlich zum erneuten Einzug der antisemitischen Deutschsozialistischen Partei (DSP) mit drei Mandaten, erfolgte der Einzug der ebenfalls antisemitischen Deutschvölkische Freiheitspartei (DVFP) mit drei Mandaten.

## Wahlvorschläge
Bei der Wahl reichten insgesamt 20 Parteien bzw. Vereinigungen Wahlvorschläge ein. Sowohl alle Parteien, die seit der letzten Wahl in der Stadtverordnetenversammlung vertreten waren, als auch der Evangelische Gemeinschaftsbund, der zum ersten Mal an einer Berliner Stadtverordnetenwahl teilnahm, waren in allen 15 Wahlkreisen mit je einem Kreiswahlvorschlag vertreten. Die Deutschvölkische Freiheitspartei trat in 14 der 15 Wahlkreise, die Nationalliberale Reichspartei in 12 und der Sparerbund in 11 der 15 Wahlkreise an. Weitere fünf Parteien waren in 10 oder weniger Wahlkreisen mit einem Kreiswahlvorschlag vertreten.
18 der 20 Parteien reichten zusätzlich noch einen Stadtwahlvorschlag ein, auf den die Reststimmen der Kreiswahlvorschläge entfallen, die bei der Sitzzuteilung in den Wahlkreisen nicht berücksichtigt werden. Bei nahezu allen Parteien waren die Kreiswahlvorschläge mit dem Stadtwahlvorschlag derselben Partei verbunden, Ausnahmen bildeten hier nur der Wahlvorschlag Entschiedene Demokraten, der an den Stadtwahlvorschlag der SPD angeschlossen war, und der Wahlvorschlag Mieterschutz und Bodenreform, der keinen eigenen Stadtwahlvorschlag eingereicht hatte und auch an keinen angeschlossen war. Eine Besonderheit lag bei der Nationalen Wirtschaftlichen Vereinigung vor, bei dem vier der fünf Kreiswahlvorschläge mit dem eigenen Stadtwahlvorschlag verbunden waren, der Kreiswahlvorschlag im Wahlkreis VI. jedoch an den der Deutschvölkischen Freiheitspartei angeschlossen war.
Unter den Stadtwahlvorschlägen gab es dieses Mal insgesamt fünf Listenverbindungen. Zum einen waren, wie schon bei der letzten Wahl, die DDP, die Zentrumspartei und die Wirtschaftspartei miteinander verbunden, zum anderen gingen auch die DVP, die DNVP und die Nationalliberale Reichspartei eine Listenverbindung miteinander ein. Darüber hinaus waren auch die KPD und die USPD, die Deutschvölkische Freiheitspartei und die Nationale Wirtschaftliche Vereinigung, sowie der Sparerbund und die Deutsche Mittelstandspartei eine Listenverbindunge aus jeweils zwei Parteien eingegangen.
| Kreiswahlvorschlag                                         | Wahlkreis | Wahlkreis | Wahlkreis | Wahlkreis | Wahlkreis | Wahlkreis | Wahlkreis | Wahlkreis | Wahlkreis | Wahlkreis | Wahlkreis | Wahlkreis | Wahlkreis | Wahlkreis | Wahlkreis                                     | Stadtwahlvorschlag                                           |
| Kreiswahlvorschlag                                         | I         | II        | III       | IV        | V         | VI        | VII       | VIII      | IX        | X         | XI        | XII       | XIII      | XIV       | XV                                            | Stadtwahlvorschlag                                           |
| ---------------------------------------------------------- | --------- | --------- | --------- | --------- | --------- | --------- | --------- | --------- | --------- | --------- | --------- | --------- | --------- | --------- | --------------------------------------------- | ------------------------------------------------------------ |
| Sozialdemokratische Partei Deutschlands (SPD)              |           |           |           |           |           |           |           |           |           |           |           |           |           |           |                                               | Sozialdemokratische Partei Deutschlands (SPD)                |
| Entschiedene Demokraten (ED)                               |           |           |           |           |           |           |           |           |           |           |           |           |           |           |                                               | Sozialdemokratische Partei Deutschlands (SPD)                |
| Deutschnationale Volkspartei (DNVP)                        |           |           |           |           |           |           |           |           |           |           |           |           |           |           |                                               | Deutschnationale Volkspartei 1 (DNVP)                        |
| Deutsche Volkspartei (DVP)                                 |           |           |           |           |           |           |           |           |           |           |           |           |           |           |                                               | Deutsche Volkspartei 1 (DVP)                                 |
| Kommunistische Partei Deutschlands (KPD)                   |           |           |           |           |           |           |           |           |           |           |           |           |           |           |                                               | Kommunistische Partei Deutschlands 2 (KPD)                   |
| Deutsche Demokratische Partei (DDP)                        |           |           |           |           |           |           |           |           |           |           |           |           |           |           |                                               | Deutsche Demokratische Partei 3 (DDP)                        |
| Wirtschaftspartei des deutschen Mittelstandes (WP)         |           |           |           |           |           |           |           |           |           |           |           |           |           |           |                                               | Wirtschaftspartei des deutschen Mittelstandes 3 (WP)         |
| Zentrumspartei (Z)                                         |           |           |           |           |           |           |           |           |           |           |           |           |           |           |                                               | Zentrumspartei 3 (Z)                                         |
| Unabhängige Sozialdemokratische Partei Deutschlands (USPD) |           |           |           |           |           |           |           |           |           |           |           |           |           |           |                                               | Unabhängige Sozialdemokratische Partei Deutschlands 2 (USPD) |
| Deutsch-Soziale Partei (DS)                                |           |           |           |           |           |           |           |           |           |           |           |           |           |           |                                               | Deutsch-Soziale Partei (DS)                                  |
| Evangelischer Gemeinschaftsbund (EGB)                      |           |           |           |           |           |           |           |           |           |           |           |           |           |           |                                               | Evangelischer Gemeinschaftsbund (EGB)                        |
| Deutschvölkische Freiheitspartei (DVFP)                    |           |           |           |           |           |           |           |           |           |           |           |           |           |           |                                               | Deutschvölkische Freiheitspartei 4 (DVFP)                    |
| Nationale Wirtschaftliche Vereinigung (NWV)                |           |           |           |           |           |           |           |           |           |           |           |           |           |           |                                               | Deutschvölkische Freiheitspartei 4 (DVFP)                    |
|                                                            |           |           |           |           |           |           |           |           |           |           |           |           |           |           | Nationale Wirtschaftliche Vereinigung 4 (NWV) |                                                              |
| Nationalliberale Reichspartei (NLRP)                       |           |           |           |           |           |           |           |           |           |           |           |           |           |           |                                               | Nationalliberale Reichspartei 1 (NLRP)                       |
| Sparerbund (SpB)                                           |           |           |           |           |           |           |           |           |           |           |           |           |           |           |                                               | Sparerbund 5 (SpB)                                           |
| Deutsche Mittelstands-Partei (DMSP)                        |           |           |           |           |           |           |           |           |           |           |           |           |           |           |                                               | Deutsche Mittelstands-Partei 5 (DMSP)                        |
| Deutsche Arbeitnehmerpartei                                |           |           |           |           |           |           |           |           |           |           |           |           |           |           |                                               | Deutsche Arbeitnehmerpartei                                  |
| Staegemanns Nationaler Bund der Hauswirte (SNBH)           |           |           |           |           |           |           |           |           |           |           |           |           |           |           |                                               | Staegemanns Nationaler Bund der Hauswirte (SNBH)             |
| Arbeiterpartei (ArbP)                                      |           |           |           |           |           |           |           |           |           |           |           |           |           |           |                                               | Arbeiterpartei (ArbP)                                        |
| Mieterschutz und Bodenreform (MuB)                         |           |           |           |           |           |           |           |           |           |           |           |           |           |           |                                               | keiner                                                       |

## Ergebnis
| Partei (Kürzel)            | Partei (Kürzel)                                  | Ergebnis  | Ergebnis | Ergebnis | Sitze  | Sitze |
| Partei (Kürzel)            | Partei (Kürzel)                                  | Stimmen   | %        | +/−      | Anzahl | +/−   |
| -------------------------- | ------------------------------------------------ | --------- | -------- | -------- | ------ | ----- |
|                            | SPD                                              | 604.696   | 32,6     | + 12,1   | 73     | + 27  |
|                            | DNVP                                             | 385.324   | 20,8     | + 2,2    | 47     | + 7   |
|                            | KPD                                              | 347.381   | 18,7     | + 9,2    | 43     | + 22  |
|                            | DDP                                              | 171.954   | 9,3      | + 1,9    | 21     | + 4   |
|                            | DVP                                              | 111.446   | 6,0      | – 9,5    | 14     | – 21  |
|                            | WP                                               | 73.263    | 4,0      | – 1,0    | 10     | – 2   |
|                            | Z                                                | 63.265    | 3,4      | – 0,3    | 8      | ± 0   |
|                            | Deutschvölkische Freiheitspartei (DVFP)          | 27.536    | 1,5      | –        | 3      | –     |
|                            | DSP                                              | 25.210    | 1,4      | – 0,7    | 3      | + 2   |
|                            | Evangelischer Gemeinschaftsbund (EGB)            | 17.178    | 0,9      | –        | 2      | –     |
|                            | USPD                                             | 14.598    | 0,8      | – 18,3   | 1      | – 42  |
|                            | Sparerbund für das Deutsche Reich (SpB)          | 4.100     | 0,2      | –        | –      | –     |
|                            | Deutsche Mittelstands-Partei (DMSP)              | 2.475     | 0,1      | –        | –      | –     |
|                            | Nationalliberale Reichspartei (NLRP)             | 1.312     | 0,1      | –        | –      | –     |
|                            | Mieterschutz und Bodenreform (MuB)               | 1.249     | 0,1      | –        | –      | –     |
|                            | Nationale Wirtschaftliche Vereinigung (NWV)      | 645       | 0,0      | –        | –      | –     |
|                            | Arbeiterpartei (ArbP)                            | 627       | 0,0      | –        | –      | –     |
|                            | Deutsche Arbeitnehmerpartei                      | 559       | 0,0      | –        | –      | –     |
|                            | Entschiedene Demokraten (ED)                     | 164       | 0,0      | –        | –      | –     |
|                            | Staegemanns Nationaler Bund der Hauswirte (SNBH) | 147       | 0,0      | –        | –      | –     |
| Gültige Stimmen            | Gültige Stimmen                                  | 1.853.129 | 100,0    |          | 225    |       |
| Ungültige Stimmen          | Ungültige Stimmen                                | 17.128    | 0,9      | + 0,7    |        |       |
| Wähler und Wahlbeteiligung | Wähler und Wahlbeteiligung                       | 1.870.257 | 63,7     | – 2,3    |        |       |
| Wahlberechtigte            | Wahlberechtigte                                  | 2.935.493 | 100,0    |          |        |       |

## Amtliche Quellen
- Übersicht über die Abstimmungsbezirke: Bekanntmachung betr. die Wahlen der Stadtverordneten und Bezirksverordneten in Berlin. (= Gemeindeblatt der Stadt Berlin. Sechsundsechzigster Jahrgang. Sonderausgabe.) Berlin 11. Oktober 1925. S. 361–417
- Wahlvorschläge: Bekanntmachung betr. die Wahl der Stadtverordneten in Berlin am 25. Oktober 1925. (= Gemeindeblatt der Stadt Berlin. Sechsundsechzigster Jahrgang. Sonderausgabe.) Berlin 20. Oktober 1925. S. 445–496
- Gesamtergebnis der Wahlen der Stadtverordneten und der Bezirksverordneten in Berlin vom 25. Oktober 1925. In: Bekanntmachung betr. die Wahl der Stadtverordneten und der Bezirksverordneten in Berlin. (= Gemeindeblatt der Stadt Berlin. Sechsundsechzigster Jahrgang. Sonderausgabe.) Berlin 17. November 1925. S. 573–600
- Stadtverordnetenwahlen am 25. Oktober 1925. In: Statistisches Taschenbuch der Stadt Berlin 1926. 2. Ausgabe. Berlin 1926, S. 224